# Le Charmeur
Pour plus de détails, voir Fiche technique et Distribution.
Le Charmeur est un film muet franco-espagnol de court métrage réalisé par Segundo de Chomón, sorti en 1907.
Produit par Pathé frères, ce court métrage est un remake de La Chrysalide et le Papillon d'or de Georges Méliès — parfois aussi appelé « Le Brahmane et le Papillon » — sorti en 1901. On ne sait pas s'il s'agit d'un véritable remake autorisé ou d'un plagiat tant les deux histoires sont proches. Tourné six ans plus tard, le film de Segundo de Chomón est plus élaboré dans les décors et les costumes, mais il semble bien être une copie pure et simple du film de Méliès.

## Fiche technique
- Titre : Le Charmeur
- Réalisation : Segundo de Chomón
- Producteur :
- Société de production : Pathé Frères
- Société de distribution :
- Pays d'origine :  France |  Espagne
- Métrage : 90 mètres
- Langue : film muet avec les intertitres en français
- Format : Noir et blanc et couleur (colorisé à la main au pochoir) — 35 mm — 1,33:1 — Muet
- Genre : Film fantastique, Film à trucs
- Durée : 3 minutes
- Dates de sortie : 
  -  France : 1907
  -  États-Unis : 18 mars 1907